# プラトニック・セックス
『プラトニック・セックス』は、飯島愛による自伝、およびそれを原作とした同名のテレビドラマ、映画。

## 概要
- 2000年10月に小学館から出版。ミリオンセラーを達成し話題となる。累計部数は170万部にも及んだ。
- 飯島愛の壮絶な過去を綴ったノンフィクション自伝。
  - ゴーストライターによる執筆であることが週刊誌等で暴露されたが、本人があっけらかんとして事実を認めたため、さほど問題にはならなかった。また同著の場合、「飯島の体験」をライターが再構成したものであり、それがクレジット表記されていないだけである（印税の大半は所属事務所に入っている）。
- 飯島の処女作と謳われたが、実際にはそれ以前にもエッセイ本を出版しているので、正確には2冊目のエッセイである。
- タイトルは所属事務所ワタナベエンターテインメントの渡辺ミキ代表が名づけたもので、飯島本人は当初タイトルの意味すら知らなかった。
- ドラマ化と映画化がされた。ドラマは原作に近く親子や家族をテーマに描き、映画は恋愛を中心に原作とは違う展開を見せた[1]。海外でも大ヒットとなった。
- AV男優の加藤鷹は『噂の真相』2003年2月号におけるインタビューで飯島を「嘘ばかり書いた本（プラトニック・セックス）を出して自分を育ててくれたAV界を足蹴にしたような女は俺は嫌いだ」と痛烈に非難している。後に両者は和解している。

## 出版の経緯
過去をネタに脅迫を受け金銭の支払いまでしていた飯島は、所属事務所をワタナベエンターテインメントへ移籍するにあたり当時副社長であった渡辺ミキに相談したところ、公表すれば脅迫されなくなると説得されたことによる。

## テレビドラマ
『プラトニック・セックス -娘の叫び! 親の涙…そして親子の闘いが始まる-』
2001年9月24日・9月28日21:00 - 22:54にフジテレビ系列で放送。
- 第1部: 17歳の青春編「家族崩壊から愛を取り戻すまで涙の7年間壮絶記録」 視聴率22.5%
- 第2部: 20歳の純愛編「AV・中絶・裏切り…愛を求め続けた家族の再生記録」 視聴率18.7%

### キャスト
- 須川 加奈（遠藤 愛） - 星野真里
- 石川 秀之 - 佐野史郎
- 丹波 克己 - 藤木直人
- 森岡 祐介 - 柏原崇
- 辻本 峻 - 妻夫木聡
- 吉村 卓 - 渋谷すばる[3]
- 須川 淳一 - 永島敏行
- 須川 雪枝 - 田中好子
- 加奈の弟 - 赤間直哉
- 如水 みく - 網浜直子
- 麻衣 - 椎名法子
- 千佳 - 浜丘麻矢
- その他 - 中島宏海、春海四方、市川由衣、牧野紘二、猿岩石（有吉弘行、森脇和成）、ピーピングトム（今村久仁人、桑原貞雄）、ザブングル（加藤歩、松尾陽介）、鈴々木保香

### スタッフ
- 脚本：龍居由佳里
- 演出：永山耕三（1）、中江功（2）
- プロデューサー：東海林秀文、永山耕三、瀧山麻土香
- 音楽：小室哲哉、松本慎
  - 主題歌：スピッツ「夢追い虫」（ユニバーサル・ポリドール）
  - 挿入歌：星野真里「永遠の海」（ユニバーサル・ポリドール）
    - 小室哲哉「永遠と名付けてデイドリーム」のカバーだが、タイトルや歌詞の一部が変更されている

  - 挿入歌：藤木直人「パズル」（ポニーキャニオン）
    - 後に金曜エンタテイメントのエンディングテーマに起用
- 制作：フジテレビジョン

### 備考
ニューヨークでのシーンがあるが、放映2週間前に同時多発テロで崩壊してしまったワールドトレードセンターが映っている。

### 関連商品
- プラトニック・セックス 前編 VHS（2002年3月15日）
- プラトニック・セックス 後編 VHS（2002年3月15日）
- プラトニック・セックス DVD（2002年4月24日）

## 映画
2001年10月20日に全国東宝洋画系より公開。R-15。

### キャスト
- 門倉 あおい（愛） - 加賀美早紀
- 岩崎 敏海 - オダギリジョー
- 山口 明美 - 野波麻帆
- 門倉 義雄 - 石丸謙二郎
- 門倉 由紀子 - 根岸季衣
- 金井 誠 - 加勢大周
- 石川 秀行 - 阿部寛
- 中尾 憲次 - 村田充
- 岩崎 愛 - 高木麻依子
- シーナ - 佐藤仁美
- マキ - 山本恵美
- DJ敬吾 - 結城貴史
- 達也 - 上地雄輔
- 山崎 - 岸博之
- 「ゴールドラッシュ」店長 - 小市慢太郎
- 「CUBE」店長 - 田中要次
- AV監督 - 森下能幸
- ラブホテルの男 - 竹山隆範
- キャバクラの客 - 中村育二
- キャバクラ「ヘブンズ」のマネージャー - 井之上隆志
- AV男優 - 平本一穂
- トシの仲間 - 森田悟、大和一孝
- ユウコ - 日向真帆
- ミホコ - 香取広美
- ケイ - 那須寿子
- ユキ - 井出博美
- うらら - 坂井ありす
- 警官 - 岡村洋一
- 石川の取り巻き - 小林高鹿

### スタッフ
- 原作・監修：飯島愛
- 総合プロデューサー：渡辺ミキ
- プロデューサー：佐倉寛二郎、瀧山麻土香
- 監督：松浦雅子
- 脚本：森下佳子
- 撮影∶高瀬比呂志
- 照明∶渡辺三雄
- 美術：及川一
- 助監督：井上隆
- 音楽：佐橋俊彦
  - 主題歌：スピッツ「夢追い虫」（ユニバーサル・ポリドール）
  - 挿入歌：NOT AT ALL「From Silence」
- DJ指導：Masaki Dj-Baby Saito
- 現像：IMAGICA
- スタジオ：日活撮影所
- 制作協力：クロスメディア・デスティニー
- 製作：©2001「プラトニック・セックス」制作委員会、フジテレビジョン、ワタナベエンターテインメント、小学館、電通
- 配給：東宝

### 備考
挿入歌として起用されているNOT AT ALLの「From Silence」は、CHAGE and ASKAが2001年に発表した「C-46」のインストゥルメンタルバージョンである。CHAGE and ASKAの名前を一切出していない。12月にはアルバム『NOT AT ALL』を発表し、タイトル曲である「not at all」も収録されている。
加賀美早紀演じる主人公のあおいと2万円で援助交際をしたサラリーマン役の男は、まだ無名の頃のカンニング・竹山隆範。エンディングロールにも竹山の名前が載っている。